# Frank Kupfer

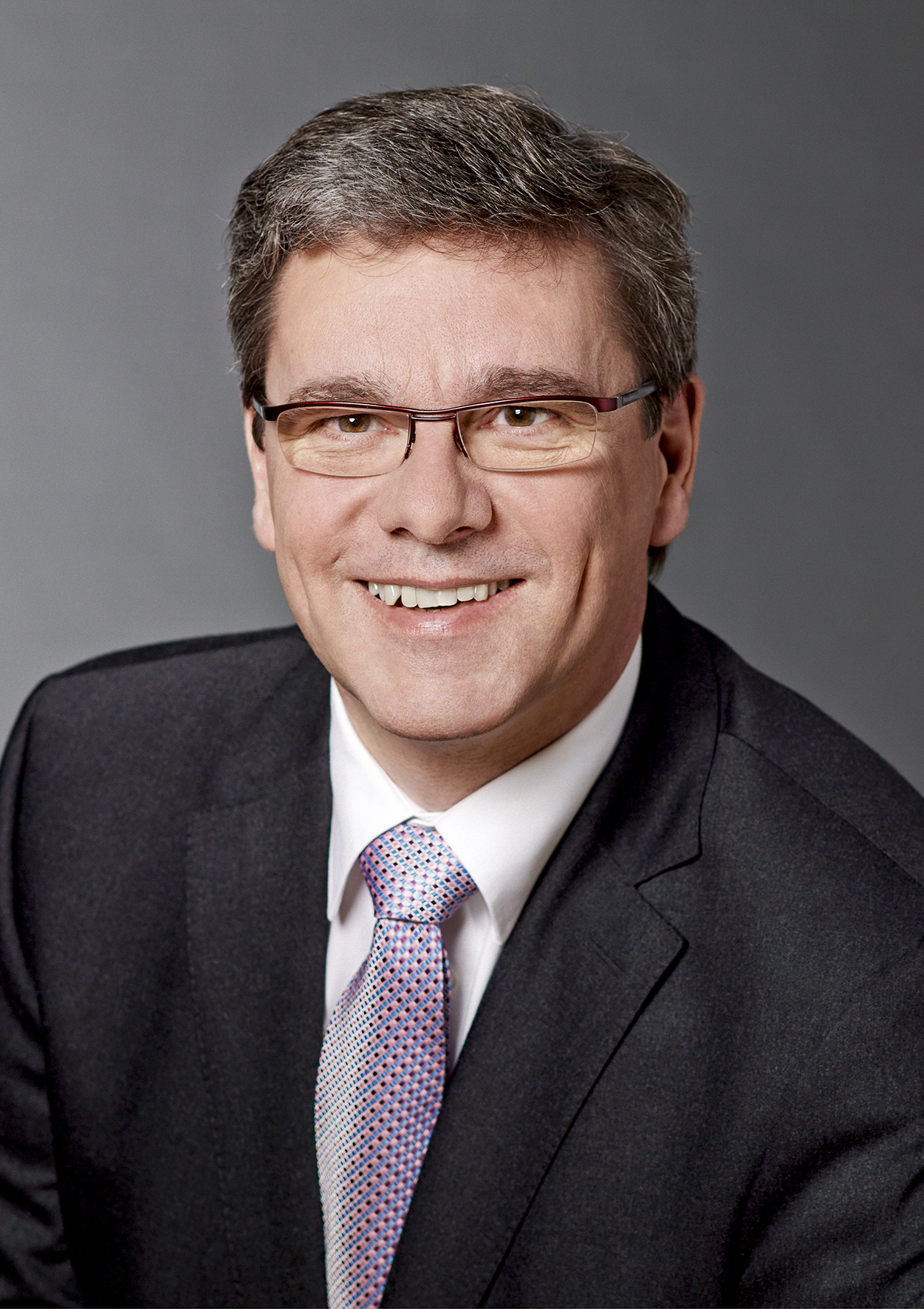
Frank Kupfer (2014)

Frank Kupfer (* 10. Juli 1962 in Torgau) ist ein deutscher Politiker (DDR-CDU, ab 1990 CDU). Von 2008 bis 2014 war er sächsischer Staatsminister für Umwelt und Landwirtschaft und von September 2014 bis September 2018 Vorsitzender der CDU-Fraktion im Sächsischen Landtag.

## Leben
Frank Kupfer ist evangelisch und stand mit seinem Bekenntnis im Gegensatz zum Sozialismus in der DDR, in der er aufwuchs. Er absolvierte 1979 mit der 10. Klasse der Polytechnischen Oberschule in Markkleeberg die Mittlere Reife und bestand bereits ein Jahr später im Jahr 1980 an der Karl-Marx-Universität Leipzig sein Abitur. Anschließend erlernte er bis 1982 trotz Erlangung der allgemeinen Hochschulreife den Beruf des Fernmeldetechnikers (Bereich Vermittlungs- und Übertragungstechnik) in Leipzig, den er von 1982 bis 1985 in Oschatz auch ausübte. 1985/1986 leistete er Wehrdienst in der Nationalen Volksarmee, danach entschied er sich für eine Laufbahn innerhalb der Politik bei der Christlich-Demokratischen Union Deutschlands der DDR.
Frank Kupfer ist geschieden, hat zwei Kinder und lebt mit seiner neuen Partnerin in Oschatz.

## Politik
Kupfer trat 1982 in die CDU der DDR ein, die nach der Wende 1989/1990 in der gesamtdeutschen CDU aufging. Von 1984 bis 1989 und 1992 bis 1994 war er Mitglied des Kreistags Oschatz, von 1992 bis 1994 als Fraktionsvorsitzender seiner Partei. 1986 bis 1989 war er stellvertretender und 1990 bis 1994 Kreisgeschäftsführer der CDU im Kreis Oschatz. Diese Tätigkeit ruhte während seiner Mitgliedschaft im Landesparlament.
Seit 1994 war Frank Kupfer Mitglied des Sächsischen Landtages und war dort von 2002 bis zu seinem Eintritt in die Landesregierung im Juni 2008 stellvertretender CDU-Fraktionsvorsitzender. Er vertrat im Landtag den Wahlkreis 33 (Torgau-Oschatz) und war Mitglied im Ausschuss für Landwirtschaft, Ernährung und Forsten sowie im Ausschuss für Schule und Bildung.
Von 1999 bis 2001 war Kupfer Generalsekretär der CDU Sachsen, danach von 2001 bis 2015 CDU-Kreisvorsitzender Nordsachsen. Kupfer gehörte von 2004 bis 2008 dem Kreistag Torgau-Oschatz an.
Von Ministerpräsident Stanislaw Tillich wurde er im Juni 2008 zum Umweltminister des Freistaats Sachsen berufen. Dieses Amt behielt er auch nach der Bildung der schwarz-gelben Landesregierung im September 2009. Nach der Landtagswahl 2014 wurde er am 2. September 2014 von der CDU-Landtagsfraktion zum Fraktionsvorsitzenden für die sechste Legislaturperiode gewählt.
Nachdem im August 2018 zwei Journalisten des ZDF-Magazins Frontal21 bei einer Demonstration gegen Angela Merkel in Dresden erst von einem LKA-Beamten, der die Demonstration privat besuchte, beleidigt und anschließend in einer ausführlichen Kontrolle der Personalien und Presseausweise rechtswidrig von der Sächsischen Polizei festgehalten und für einen erheblichen Zeitraum in ihrer Arbeit behindert wurden, griff Kupfer die Journalisten im Rahmen einer bundesweiten Debatte über die Pressefreiheit verbal an: „Öffentlich rechtliche … dafür bezahlen wir Beiträge“.
Am 13. September 2018 gab er bekannt, dass er sein Amt als Fraktionsvorsitzender bis zu der für den 25. September 2018 terminierten Wahl eines Nachfolgers ruhen lassen wolle, da er an einer Depression leide. Sein Landtagsmandat behielt er bis zur Landtagswahl 2019 und zog sich anschließend aus der Landespolitik zurück.

## Sonstiges
Kupfer ist in 30 Vereinen aktiv oder als Ehrenmitglied engagiert. Er war Präsident des Sächsischen Schützenbundes von 2002 bis 2021.